# 1968 en droit
Cet article présente les faits marquants de l'année 1968 en droit.

## Naissances
- 8 août : Philippe Stoffel-Munck, professeur français de droit privé.

## Décès
- 17 mars à Anost : Jules Basdevant, professeur de droit français et juge à la Cour internationale de justice (né le 15 avril 1877 à Anost)